# Pałac (powieść)
Pałac – powieść Wiesława Myśliwskiego z 1970 roku. Jest to druga powieść autorstwa tego pisarza. Wpisuje się ona w tak zwany „nurt wiejski” polskiej literatury XX wieku.

## Treść
Powieść jest monologiem chłopa – owczarza Jakuba, jej akcja toczy się pod koniec II wojny światowej. Do wioski zbliża się front, słychać coraz bliższe odgłosy strzałów. Jakub obserwując miejscowy pałac jest świadkiem ucieczki dziedzica oraz całej służby. Wiedziony ciekawością wchodzi do opustoszałego pałacu. Snując się po komnatach wyobraża sobie, że to on tutaj jest dziedzicem. Utwór ukazuje powolną „przemianę” chłopa w pana, która następuje wraz z przekraczaniem kolejnych pomieszczeń. W swoim szaleństwie i urojeniach Jakub zaczyna identyfikować się z postaciami przodków na portretach. W końcu ginie od pożaru, który ogarnął pałac ostrzelany pociskami. 
Być może już pierwszy pocisk trafił Jakuba, a ten monolog to jego przedśmiertne majaczenia.

## Problematyka
Utwór kontrastuje świat wsi i świat pałacu. Odczytywano go jako psychologiczne studium zwyrodnienia chłopskich marzeń i ambicji. Człowiek przez lata wyzyskiwany i upokarzany przez bogaczy, sam w głębi duszy pragnie być wyzyskiwaczem. Można więc powiedzieć, że Jakub jest symbolicznym przedstawicielem klasy chłopskiej i jej nowego usytuowania społecznego.